# Douaumont
Douaumont är en kommun i departementet Meuse i regionen Grand Est (tidigare regionen Lorraine) i nordöstra Frankrike. Kommunen ligger i kantonen Charny-sur-Meuse som tillhör arrondissementet Verdun. År 2018 hade Douaumont 4 invånare.

## Befolkningsutveckling
Antalet invånare i kommunen Douaumont
| Referens: INSEE |